# Route nationale 575 (Belgique)
 (avril 2020).
Si vous disposez d'ouvrages ou d'articles de référence ou si vous connaissez des sites web de qualité traitant du thème abordé ici, merci de compléter l'article en donnant les références utiles à sa vérifiabilité et en les liant à la section « Notes et références ».
Pour les articles homonymes, voir Route nationale 575 (homonymie).
La route nationale 575 est une route nationale de Belgique de 5,6 kilomètres qui relie Charleroi à Châtelineau via Montignies-sur-Sambre

## Description du tracé

### Communes sur le parcours
- Région wallonne
  -  Province de Hainaut
    - Charleroi
    - Montignies-sur-Sambre
    - Châtelineau